# Sudeikiai
Sudeikiai è una città del distretto di Utena della contea omonima, nel nord-est della Lituania. Secondo un censimento del 2011, la popolazione ammonta a 349 abitanti.
Costituisce il centro principale della sua seniūnija.

## Storia
Il nome Sudeikiai viene menzionato per la prima volta in atti ufficiali nel 1594 in una cronaca di un autore locale, Bikuškis (in polacco Bikuszki): si parla nello specifico della costruzione di una tenuta ad opera dei nobili Radziwiłł.
Dal 1779, al villaggio sviluppatosi intorno al maniero citato da Bikuškis, Stanislao II riconobbe a Sudeikiai lo status di città: da tale conferimento, derivarono privilegi di mercato o comunque legati all’ambito commerciale.
Intorno al 1806, fu costruita la chiesa di Sudeikiai.
Nel 2002 fu approvato ufficialmente l’attuale stemma di Sudeikiai.